# Chlamydomonas reinhardtii
Chlamydomonas reinhardtii é uma alga verde unicelular móvel de cerca de 10 micrômetros de diâmetro que nada com dois flagelos. A espécie têm tido nomes escritos de formas diferentes devido a várias transliterações do nome a partir da língua russa: reinhardi, reinhardii e reinhardtii se referem à mesma espécie, C. reinhardtii Dangeard.
Estas algas são comummente encontradas no solo e em água fresca. Elas possuem uma parede celular feita de glicoproteínas ricas em hidroxiprolina, um grande cloroplasto em forma de copo, um grande pirenoide, e uma sensibilidade maior a luz. Normal Chlamydomonas normais podem crescer em um meio simples de sais inorgânicos na luz, usando fotossíntese para prover energia. Podem também crescer em escuridão total usando acetato como a fonte de carbono para o catabolismo.